# Cobeja
Cobeja település Spanyolországban, Toledo tartományban. Cobeja Alameda de la Sagra, Villaseca de la Sagra, Villaluenga de la Sagra és Pantoja községekkel határos. Lakosainak száma 2668 fő (2024).

## Népesség
A település népessége az utóbbi években az alábbiak szerint változott:
| Lakosok száma | 1812 | 1986 | 2150 | 2387 | 2373 | 2207 | 2192 | 2255 | 2482 | 2668 |
|               | 2001 | 2004 | 2007 | 2009 | 2012 | 2014 | 2017 | 2019 | 2022 | 2024 |